# Meraf Bahta
Meraf Bahta Ogbagaber (* 24. August 1989 in Dekishahay) ist eine schwedische Leichtathletin eritreischer Herkunft.

## Sportliche Laufbahn
Die gebürtige Eritreerin Bahta vertrat ihr Heimatland international zum ersten Mal bei den Crosslauf-Weltmeisterschaften 2005 in Saint-Galmier, wo sie im Juniorinnenrennen den 32. Platz belegte. Im folgenden Jahr wurde sie bei den Crosslauf-Weltmeisterschaften in Fukuoka zwölfte sowie fünfte im 1500-Meter-Lauf bei den Juniorenweltmeisterschaften in Peking. Ihr bestes Resultat bei Crosslauf-Weltmeisterschaften erzielte sie 2007 in Mombasa, als die den sechsten Platz im Rennen der Juniorinnen erreichte und die eritreische Mannschaft zur Silbermedaille in der Teamwertung führte. Im selben Jahr wurde sie bei den Panafrikanischen Spielen in Algier siebte im 5000-Meter-Lauf und neunte über 1500 Meter. Bei den Crosslauf-Weltmeisterschaften 2008 in Edinburgh belegte sie im Frauenrennen Platz 43. Als sie im Dezember 2008 einen Einberufungsbescheid zum Militärdienst erhielt, nutzte sie einen Aufenthalt in einem Trainingslager in Spanien zur Flucht nach Schweden, wo sie 2010 ein dauerhaftes Aufenthaltsrecht erhielt. Dort zog sie nach Kode und schloss sich der Hälle IF unter Trainer Ulf Björklund an.
2011 wurde Bahta schwedische Meisterin im 5000-Meter-Lauf. Im Juli 2013 steigerte ihre Bestleistung über 1500 Meter bei einem Leichtathletik-Meeting im belgischen Heusden-Zolder auf 4:05,11 Minuten und unterbot damit die internationale Qualifikationsnorm für die Weltmeisterschaften in Moskau. Das Migrationsverket stellte daraufhin in Aussicht, ihren Einbürgerungsprozess zu beschleunigen.
Am 14. Januar 2014 erhielt Bahta die schwedische Staatsbürgerschaft und ist seit dem 29. Januar 2014 international für Schweden startberechtigt. Im Mai stellte sie im Palo Alto mit 14:59,49 Minuten einen neuen schwedischen Rekord im 5000-Meter-Lauf auf. Bei den Europameisterschaften in Zürich gewann sie über dieselbe Distanz in 15:31,39 Minuten die Goldmedaille. Bei den Europameisterschaften 2016 in Amsterdam errang sie die Silbermedaille.
Bei den Leichtathletik-Halleneuropameisterschaften 2017 erzielte sie im Finale über 1500 Meter den Vierten Platz.
Bei der Golden Gala in Rom 2017 verbesserte sie ihre 1500 Meter Bestmarke auf 4:00,59 min.

## Doping
Bei den Europameisterschaften 2018 in Berlin gewann Bahta über 10.000 m zunächst die Bronzemedaille. Sie durfte starten, obwohl sie zuvor dreimal nicht für Dopingtests angetroffen wurde und ein Verfahren gegen sie anhängig war. Erst Ende Juni 2019 wurde sie vom schwedischen Verband rückwirkend zum 1. September 2018 für ein Jahr gesperrt. Im August 2020 wurden von der unabhängige Athletenkommission ihre Ergebnisse zwischen dem 24. Mai 2018 und dem 31. August 2018 und damit auch die Bronzemedaille der EM von Berlin gestrichen, die nachträglich Alina Reh erhielt.